# Encyrtus solidus
Encyrtus solidus är en stekelart som beskrevs av Howard 1896. Encyrtus solidus ingår i släktet Encyrtus och familjen sköldlussteklar. Inga underarter finns listade i Catalogue of Life.